# 臺中市立向上國民中學
臺中市立向上國民中學（簡稱向上國中），是位於台灣臺中市西區的市立國民中學，鄰近國立台灣美術館。創校於1968年，原名為「臺中市第十國民中學」。

## 校史
- 1968年，創設「臺中市第十國民中學」，由賴大農擔任籌備主任。7月，臺灣省政府派陳逢苗為首任校長；8月完成第一期教室工程並招收首屆新生，9月3日正式開學上課。
- 1971年7月1日，更名為「臺中市立向上國民中學」。
- 1991年，重建運動場，校門改向美村路、興建向上館及球場。
- 1995年，行政大樓落成。
- 1996年，學生午餐廚房落成，開辦學生午餐。
- 2004年，榮獲中華民國教育部「教學卓越獎」之「金質獎」獎項。
- 2013年11月，向欣樓完工，行政大樓更名為向學樓。[1]

## 歷任校長
1. 陳逢苗：1968年－1970年
2. 郎致運：1970年9月－1982年
3. 張知學：1982年3月－1990年
4. 張達田：1990年2月－2001年
5. 劉欽敏：2001年2月－2008年7月
6. 陳秀麗：2008年8月－2015年7月
7. 林翠茹：2015年8月－2023年7月
8. 黃智暘：2023年8月－現任

## 學區
- 中區：
  - 中華里
- 西區：
  - 公益里、昇平里、中興里、後龍里、雙龍里、安龍里
  - 公德里第6~12、16~20鄰、公民里第1~8、14~17 鄰、大忠里第1~5鄰、平和里第1~8、10~19鄰、和龍里第1鄰、土庫里第1~9、11~14、16~32鄰、吉龍里第1~8、11、12鄰
- 北區：
  - 中正里
- 南屯區：
  - 大同里、文心[2]

## 外部連結
- 官方网站